# 乳酸菌製剤
乳酸菌製剤（にゅうさんきんせいざい）とは、Streptococcus faecalis、Streptococcus faecium、Lactobacillus acidophilus、Lactobacillus bulgaricus、Bifidobacterium などの乳酸菌生菌菌体を、乾燥した後、デンプン、乳糖、白糖など適当な賦形剤またはそれらの混合物と混合して作成された薬剤である。粉末あるいは錠剤として提供され、整腸剤として利用される。保存性を高める為、炭酸カルシウムを含有しているものもある。
乳酸菌は休眠状態で薬剤中に含まれ、腸管内で増殖することによりアンモニアや有害アミンの生成を抑制することで整腸作用を現し、軟便、便秘、腹部膨満感を軽減する。死滅した菌体は腸管内の有害物質を吸着する作用があるとされる。

## 保存
湿気を避けた環境での保存が求められる。ビフィズス菌（Bifidobacterium属）を含有している製剤は、保存中の吸湿と高温により製剤中の生菌数が著しく減少する。菌の死滅速度と温度の関係はアレニウスの式に従うとされる。例えば、東京の夏の平均気温、平均相対湿度と同等な温度27℃、湿度79%で保管すると、5日で製剤中に生菌が全く観察されなくなるとの報告がある。

## 薬剤の例
ラックビー、レベニン、ビオラクチス、ラクトミン